# .ps
.ps je internetová národní doména nejvyššího řádu pro Palestinu.